# Venter caret auribus
 Venter caret auribus  лат. (изговор: вентер карет аурибус). Трбух нема ушију. (Плутарх)

## Поријекло изрека
Рекао, у смјени првог и другог вијека нове ере, старогрчки историчар, биограф и есејиста  Плутарх.

## Изрека у српском језику
У српском језику се каже: “Глад очију нема“

## Тумачење
Глад је  императив - физиологија. Глад,  не може своје поступке да оправда , али ни да осуди. Изрека  каже да је неки поступак изнуђен.